# Huagong
Huagong (kinesiska: 化工, 化工镇) är en köping i Kina. Den ligger i provinsen Henan, i den centrala delen av landet, omkring 74 kilometer väster om provinshuvudstaden Zhengzhou. Antalet invånare är 35 081. Befolkningen består av 17 422 kvinnor och 17 659 män. Barn under 15 år utgör 18,0 %, vuxna 15-64 år 72 %, och äldre över 65 år 8,0 %.
Genomsnittlig årsnederbörd är 666 millimeter. Den regnigaste månaden är juli, med i genomsnitt 134 mm nederbörd, och den torraste är december, med 7 mm nederbörd.